# Johannes Feierabend
Johannes II. Feierabend (* um 1440 in Bremgarten; † 16. September 1508 in Muri) war von 1500 bis 1508 als Johannes II. Abt des Klosters Muri in den Freien Ämtern (im heutigen Kanton Aargau).

## Herkunft
Feierabend (in alten Urkunden auch «Firabent», «Virabent», «Fyrabend» u. a.) stammte aus Bremgarten in der damaligen Grafschaft Baden. Seine Eltern sind wohl der dort 1458 urkundlich erwähnte Bürger Hans Firaben bzw. Firoben/Virobent/Virabent (es hatte sich seinerzeit noch keine feststehende Schreibweise des Namens herausgebildet) und dessen Ehefrau Elsbeth.

## Wirken
Nachdem er ab 1480 als Mönch bzw. Konventuale und seit 1491 als Prior des Klosters Muri Erwähnung findet und seit Januar 1497 als Leutpriester in Sursee tätig war, wurde Feierabend anlässlich des nach dem 4. Februar 1500 erfolgten Todes des Abtes Johannes Hagenauer (1480–1500) zum Abt des Klosters gewählt.
Nachdem es ihm gelungen war, dieses zu einem ansehnlichen Konvent aufzubauen und er im Gegensatz zu seinen letzten Vorgängern keine sittlichen Verfehlungen begangen hatte, wurde dem nach einer Sage besonders gottesfürchtigen Feierabend am 12. Juli 1507 von Papst Julius II. für sich und seine Nachfolger die Bischofswürde in Form der Pontifikalien (Mitra, Stab und Pektorale mit den damit verbundenen Rechten) verliehen. In der päpstlichen Bulle lautete die Begründung: «Deine ungeheuchelte Liebe zu Gott und die Erhabenheit der Religion verdienen, dass wir sowohl Dich, dem wir in reiner Liebe zugetan sind, als auch das Kloster Muri nach Verdienst beehren.»
Johannes Feierabend vermehrte den Güterbesitz des Klosters im Jahr 1504 durch den Ankauf von Wiesen und führte 1508 für das Stift ein «redendes» Wappenbild ein, nämlich die Mauer (lateinisch: Mura), und verehrte der Klosterkirche Glasgemälde. Zu seinem Nachfolger als Abt wurde am 16. Oktober 1508 Laurentius von Heidegg gewählt.

## Nachlass
Das pergamentene Pontifikale mit liturgischen Texten für das bischöfliche Hochamt und andere Feiern, welches sich Feierabend zum Anlass der Verleihung der Bischofswürde von Jerge Schenk anfertigen liess, dokumentiert mit historisierten Initialen, dekorierten Ränder und der Eingangsseite mit Stifterbild den gestiegenen Anspruch an die Buchausstattung nach der Rangerhöhung.
Sein ursprünglich im Chor der Pfarrkirche Merenschwand befindliches, auf einer dem Künstler Oswald Goeschel aus Luzern zugeschriebenen Wappenscheibe erhaltenes Wappen von 1505 zeigt eine schwarze Hausmarke (Dreieck in ein Balkenkreuz auslaufend) auf goldenem Grund. Auf einer Miniatur, die 1508 in der Diözese Konstanz entstand, kniet Johannes Feierabend gemeinsam mit Maria über dem Leichnam Christi.